# 25 (число)
Вижте пояснителната страница за други значения на 25.
Двайсет и пет (също и двадесет и пет) е естествено число, предхождано от двайсет и четири и следвано от двайсет и шест. С арабски цифри се записва 25, а с римски – XXV. Числото 25 е съставено от две цифри от позиционните бройни системи – 2 (две) и 5 (пет).

## Математика
- 25 е нечетно число.
- 25 е съставно число.
- 25 е квадратно число и най-малкото, което е и сбор от две квадратни числа, по-големи от 0 (25 = 5² = 3² + 4²).
- 25 е сбор от първите пет нечетни числа (1+3+5+7+9 = 25).
- 25 е ¼ (една четвърт) от 100, т.е. 25%.
- Едно число се дели на 25, ако последните му две цифри са 00, 25, 50 или 75.

## Други факти
- Химичният елемент под номер 25 (с 25 протона в ядрото на всеки свой атом) e манган.
- На 25 декември християните празнуват Рождество Христово (Коледа).
- В Корана се споменават 25 пратеника.
- 25-ата годишнина е полу-юбилей. В еврейската традиция с „юбилей“ се означава празнуването на 50-ата годишнина (Левит, глава 25).
- 25 години е четвърт век.
- 25-и кадър е фалшив метод за реклама.
- 25-те точки са фундаменталната основа на националсоциализма в Германия.